# Pholidoscelis griswoldi
Pholidoscelis griswoldi, ook Antiguaanse ameiva en Griswold's Ameiva is een hagedis uit de familie tejuhagedissen (Teiidae). De hagedis is endemisch op Antigua en Barbuda, en is vernoemd naar Don W. Griswold.

## Kenmerken
De pholidoscelis griswoldi is een middelgrote hagedis. De mannen hebben een lengte tot 124 mm en vrouwen tot 97 mm. De dorsale grondkleur van de mannen varieert van dof bruin op Long Island, donkerbruin op Barbuda, of roodbruin op Antigua. De kop is roodbruin op Long Island, geelbruin met oranje snuit of dof grijs, groenachtig op Antigua of bleek blauwgroen en geelbruin op Barbuda.

## Verspreiding en habitat
Pholidoscelis griswoldi is endemisch op de eilanden van de Antiguabank: Antigua, Barbuda en kleine eilanden voor de kust.
Door de internationale natuurbeschermingsorganisatie IUCN werd pholidoscelis griswoldi in 2017 als 'gevoelig' beschouwd (Near Threatened). In het zuiden van het eiland Antigua is de hagedis waarschijnlijk uitgestorven. Op het eiland Antigua is het een prooi voor mangoesten. De mangoesten waren geïntroduceerd om de ratten op het eiland te bestrijden, maar ratten zijn nachtdieren en mangoesten zijn dagdieren, en waren niet effectief in de bestrijding. Door gebrek aan vijanden zijn de mangoesten zelf een invasieve soort geworden.
De pholidoscelis griswoldi komt in kleine aantallen voor op Barbuda en de kleinere eilanden, en wordt als stabiel beschouwd. De hagedis was vroeger de belangrijkste prooi voor de endemische slang alsophis antiguae, die ook als bedreigd wordt beschouwd vanwege de mangoesten.